# Mary Garden
Mary Garden (20. februar 1874 i Aberdeen – 3. januar 1967 i Inverurie (nær Aberdeen)) var en skotsk operasanger (sopran). Hun havde en stor karriere i Frankrig og Amerika i den første tredjedel af det 20. århundrede. Hun tilbragte størsteparten af sin barn- og ungdom i USA og blev siden amerikansk statsborger, selvom hun boede i Frankrig i mange år og til sidst trak sig tilbage til Skotland, hvor hun døde.
Garden blev beskrevet som "operaens Sarah Bernhardt", da hun udover at være en dygtig sanger også var en særdeles god skuespiller. Hun blev specielt beundret for den udtalte variation, hun kunne lægge i sine fremførelser med en interessant brug af stemmefarve. Hendes stemme var en smuk lyrisk sopran af stort omfang og med stor fleksibilitet. Garden fik sin første succes i Paris i det første tiår af 1900-tallet. Hun blev den førende sopran på Opéra-Comique, hvor hun uropførte flere partier inklusiv Mélisande i Claude Debussy's Pelléas et Mélisande (1902). Hun arbejdede tæt sammen med Jules Massenet, i hvis operaer hun exellerede. Massenet skrev titelrollen i sin opera, Chérubin (1905) til hende.
I 1907 overtalte Oscar Hammerstein I Garden til at komme til Manhattan Opera House i New York City, hvor hun øjeblikkeligt blev en succes. I 1910 var hun et alment kendt navn i Amerika, hvor hun optrådte i adskillige byers operaer, bl.a. i Boston Opera Company og Philadelphia Opera Company. I perioden 1910-1932 arbejdede Garden i Chicagos operahuse, og i 1921 blev hun leder af Chicago Opera Association. Her var hun ansvarlig for verdenspremieren på Sergei Prokofiev's Kærligheden til de tre appelsiner, før selskabet gik fallit i 1922. Kort efter blev hun leder af Chicago Civic Opera, hvor hun bestilte operaen, Camille, af den 28-årige komponist, Hamilton Forrest. Hun sang operapartier frem til 1934.
Garden optrådte i to stumfilm af Samuel Goldwyn.
Efter sin tilbagetrækning fra operascenen i 1934 arbejdede hun som talentspejder for MGM. Hun holdt foredrag og gav koncerter, især om Debussys liv og værk og med værker. I 1949 trak hun sig tilbage til Skotland, hvor hun udgav selvbiografien, Mary Garden's Story.
Hendes stemme er bevaret for eftertiden på mange optagelse lavet for Gramophone Company (bl.a. nogle med Debussy ved klaveret), Edison Records, Pathé, Columbia Records og Victor Talking Machine Company i perioden 1903-1929.

## Biografi

### Tidlige år og voksende stjerne i Europa

#### Tidlige år
Mary Garden havde tre søstre. Hun og to søstre blev født i Aberdeen, mens den yngste blev født i USA.
Forældrene, Robert Davidson Garden (født 19 juli 1855) og Mary Joss Garden (født Joss, født 23. februar 1860), stammede begge fra Aberdeen i Skotland. Familien flyttede til Chicopee, Massachusetts i USA, da Mary var ni år gammel. Få år efter flyttede de videre til Hartford, Connecticut, og endelig slog de sig ned i Chicago, Illinois i 1888, da Mary var fjorten år.

#### Sangstudier
Som et lovende sangtalent studerede hun hos Sarah Robinson-Duff i Chicago, ved hvis mellemkomst Garden i 1895 opnåede lovning på tre års økonomisk støtte af det rige ægtepar, David and Florence Mayer, til sangstudier. I 1896 søgte hun yderligere uddannelse i Paris, hvor hun studerede hos Trabadelo og Lucien Fugère stadig med støtte fra Mayer parret. Hun studerede også lidt hos Jacques Bouhy, Jules Chevalier og Mathilde Marchesi. I 1899 mistede Garden støtten fra sine velgørere, og hun begyndte derfor at studere hos den amerikanske sopran, Sybil Sanderson. Sanderson introducerede hende til Jules Massenet og direktøren for Opéra-Comique, Albert Carré.

#### Operadebut
Carré blev imponeret af hendes stemme og tilbød hende optagelse på tjenestelisten over sangere ved Opéra-Comique. Her debuterede hun professionelt den 10. april 1900 i titelrollen i operaen Louise af Gustave Charpentier. Selvom Garden havde forberedt partiet, var debuten ikke skemalagt, idet hun sprang ind i sidste øjeblik som erstatning for en sygemeldt Marthe Rioton. Fra 1901 og to år frem havde hun en kærlighedsaffære med André Messager, der dirigerede hende i Louise. Hun hævdede, at da operachefen, Albert Carré, friede til hende, svarede hun, at der var en anden mand i hendes liv – Messager. Hun beskrev deres forhold som stormfuldt, men de forblev venner indtil hans død.
Efter debuten blev Garden hurtigt en af de førende sopraner på Opéra-Comique. I 1901 var hun stjernen i to verdenspremierer, Marie i La Marseillaise af Lucien Lambert og Diane i La fille de Tabarin af Gabriel Pierné. Samme år sang hun titelrollen i Massenets opera, Thaïs i Aix-les-Bains, og hun sang både titelrollen i Manon af Massenet og i Madame Chrysanthème af Messager på Opéra de Monte-Carlo; alle under vejledning af Sanderson. I 1902 valgte Claude Debussy Garden til at udføre det kvindelige hovedparti i uropførelsen af hans opera, Pelléas et Mélisande, på Opéra-Comique . Gardens optræden blev belønnet med store anmelderroser. Hun skabte også sensation som Salome i den franske udgave af Salomé af Richard Strauss.
Efter succesen i Pelléas et Mélisande rejste Garden regelmæssigt til London i sæsonerne 1902 og 1903 for at synge på Royal Opera, Covent Garden. På Covent Garden sang hun Manon, Julie i Romeo og Julie af Gounod og Marguerite i Faust'' af Gounod. Garden brød sig imidlertid ikke om London, og hun besluttede ikke at tage flere engagementer i byen. Hende repertoire på Opéra-Comique i samme periode omfattede titelrollen i Grisélidis (1902) af Massenet, Violetta i La traviata (1903) af Verdi, titelrollen i uropførelsen af La reine Fiammette (1903) af Xavier Leroux og titelrollen i Hélène (1905) af Saint-Saëns. I 1905 sang hun ved uropførelsen i Opéra de Monte-Carlo af Massenets opera, Chérubin. Dette parti komponerede Massenet specielt til hende. Det følgende år returnerede hun til Opéra-Comique for at synge Chrysis i uropførelsen af Aphrodite af Camille Erlanger.

### Personligt liv
Både i Gardens selvbiografi og i Michael Turnbulls biografi (se litteraturliste) portrætteres Mary Garden som en arketypisk diva, der præcis vidste, hvad hun skulle gøre for at få sin vilje. Hun udkæmpede mange fejder med diverse musikalske kolleger, som hun altid havde kom sejrrigt ud af. Hun promoverede gerne sig selv, og hendes flamboyante liv var ofte genstand for større opmærksomhed end hendes optrædener. Også hendes affærer med mænd, virkelige eller indbildte, optrådte ofte frem som skandaløse rygter i aviserne.
Hendes selvbiografi, Mary Garden's Story (1951), er fyldt med unøjagtigheder. Garden, der altid havde haft tendens til at udsmykke og overdrive, var begyndende dement, da manuskriptet blev udarbejdet.
Mary Garden døde i Inverurie, en lille by 26 kilometer nordvest for Aberdeen, hvor hun tilbragte de sidste 30 år af sit liv. Der er en lille mindepark tilegnet hende med inskription og bænk i Aberdeens vestlige del.

## Fodnoter
1. ↑  Garden beskrives ofte som "amerikaner", men hun søgte først om amerikansk statsborgerskab den 8. april 1924 (Turnbull, Michael: Mary Garden, side 159) og boede i Europa efter dette tidspunkt.
2. 1 2 3 4 5  Kutsch, K. J.; Riemens, Leo (1969). A concise biographical dictionary of singers: from the beginning of recorded sound to the present. Translated from German, expanded and annotated by Harry Earl Jones. Philadelphia: Chilton Book Company. s. 487pp. ISBN 0801955165.
3. 1 2 3  Michael T.R.B. Turnbull: "Mary Garden", Grove Music Online ed. L. Macy (Accessed February 09, 2009), (subscription access) Arkiveret 16. maj 2008 hos  Wayback Machine
4. 1 2  "Biography of Mary Garden at operissimo.com (in German)". Arkiveret fra originalen 17. juli 2011. Hentet 29. marts 2011.
5. ↑  Mary Garden, 92, Opera Star, Dead, The New York Times, 5. januar 1967
6. ↑  Mary Joss Garden. Passport Applications, 2. januar 1906 – 31. marts 1925 (M1490) date of application – Mar. 11, 1921
7. ↑  "ANSWERS MARY GARDEN.; Mrs. Mayer Denies Making Charge" i New York Times, 29. marts 1909
8. ↑  Opstad G.: Debussy’s Mélisande – the lives of Georgette Leblanc, Mary Garden and Maggie Teyte. The Boydell Press, Woodbridge, 2009.
9. ↑  "Soprano Won Distinction in Wide Variety of Roles Mary Garden, Opera Soprano, Dies in Scotland at 92". New York Times. 5. januar 1967. Hentet 2009-02-10. Mary Garden, the famous soprano who was once a pillar of the Chicago Civic Opera Company, died yesterday in Aberdeen, her native city. Her age was 92.